# 梁中和
梁中和（1981年—），山西人，四川大学哲学系教授、西方古典哲学研究所所长。

## 简介
2003年获四川大学哲学学士，2007年获四川大学哲学硕士，2010年获中国人民大学哲学博士。2010－2014年任四川大学哲学系助理教授，2014－2019年任副教授，2019年至今任教授。
主要研究方向为古希腊哲学（柏拉图和柏拉图主义）、文艺复兴哲学（近代人文主义与宗教）、古典学与经学等。